# Charras
Charras – miejscowość i gmina we Francji, w regionie Nowa Akwitania, w departamencie Charente.
Według danych na rok 1990 gminę zamieszkiwało 328 osób, a gęstość zaludnienia wynosiła 22 osób/km² (wśród 1467 gmin regionu Poitou-Charentes Charras plasuje się na 690. miejscu pod względem liczby ludności, natomiast pod względem powierzchni na miejscu 587.).